# Chien-Ying Chang
Chien-Ying Chang (Wuxi, 25 de maio de 1913 – Londres, janeiro de 2004) foi uma pintora nascida na China que se estabeleceu na Grã-Bretanha em 1946.